# Alliance du parti du congrès
L'Alliance du Parti du Congrès (anglais : Congress Party Alliance/CPA; chinois : 國會政黨聯盟) est un parti politique en République de Chine. Le parti a été créé le 18 octobre 2018 lors de sa réunion inaugurale à Taipei. Le département du Parti central est situé dans le district de Zhongzheng de la ville de Taipei. Le CPA a élu Wujue Miaotian président du parti au premier congrès du parti national, qui a été approuvé par le ministère de l'Intérieur le 29 novembre de la même année. Le Minkuotang a fusionné pour devenir le CPA le 25 janvier 2019, devenant ainsi le premier cas de fusion d'un parti politique dans l'histoire de la République de Chine,,,,.

## Politique
L'APC a l'intention de réformer le système gouvernemental, de réformer et d'ouvrir, de garantir la liberté du peuple et le bien-être social, de développer activement diverses constructions économiques, de créer une vie riche pour l'ensemble du peuple; promouvoir la coopération entre les partis politiques, promouvoir la paix et le développement entre les deux rives du détroit et construire Taïwan comme son objectif.
La CPA a déclaré que le parti au pouvoir devait abandonner l'idéologie de l'individu ou du parti lui-même en pensant aux relations entre les deux rives du détroit, et rechercher le bien-être de la population et l'opinion publique en tant que principe suprême de la prise de décision. C'est un gouvernement responsable pour le peuple. Les deux côtés du détroit devraient avoir plus d'échanges et d'interactions en dehors des questions politiques. Dans le même temps, la partie continentale de Chine devrait respecter et accepter l'opinion publique de Taïwan et œuvrer de concert pour une paix entre les deux rives du détroit.

## Voir également
- Liste des partis politiques à Taïwan
- Minkuotang